# Le Labyrinthe de Morphée
Le Labyrinthe de Morphée (迷宮百年の睡魔, Meikyū hyakunen no suima) est un manga de Hiroshi Mori et Yuka Suzuki, adapté du roman du même nom de Hiroshi Mori faisant partie de la série M&R (ja).

## Synopsis
Michiru et son compagnon Roidy poursuivent leurs voyages à la recherche des vérités métaphysiques et arrivent sur le Mont St.Jacques. Alors qu’ils sont accueillis par les Maîtres des lieux, surviennent de sombres histoires de meurtres. Inévitablement, les deux compères sont considérés comme les principaux suspects. Ils doivent alors tout tenter pour démontrer leur innocence. Une enquête épineuse doublée d’un voyage philosophique surprenant qui tente de répondre aux questions des liens qui unissent le corps et l’âme.